# Il sogno (dramma)
(Strindberg nella presentazione del sogno)
Il sogno, in svedese "Ett drömspel" è un dramma del drammaturgo svedese August Strindberg.
Antonin Artaud disse questo parlando del dramma di Strindberg:

«Tra la vita reale e la vita del sogno è un gioco di combinazioni mentali, sono rapporti di gesti, di avvenimenti traducibili in atti: ciò costituisce quella realtà teatrale che il Teatro Jarry si propone di far rivivere. Il senso della realtà vera del teatro è andato smarrito. Dai cervelli umani è scomparsa la nozione del teatro. Essa esiste, invece: a metà strada tra realtà e sogno»

## Trama
Strindberg, seguendo un procedimento drammatico del tutto audace, ci mostra infatti la fanciulla divina peregrinare da un luogo all’altro, da un tempo all’altro, saltando di scena in scena senza apparente continuità logica nella narrazione, imitando lo svolgimento dei sogni.
Ed è così che ci troviamo a seguire, con lo sguardo pieno di meraviglia, l’avvicendarsi misterioso di personaggi insoliti, simili a spettri, le cui storie vissute o appena sfiorate dalla nostra protagonista le insegneranno il dolore degli uomini, la sofferenza, l’ingiustizia, come pure l’esistenza di una forza più grande, quella dolce e terribile che accomuna il sogno, la vita e la poesia.

## Significato
L’autore svedese ha cercato di imitare la forma sconnessa ma apparentemente logica del sogno in quanto "Tutto può avvenire, tutto è possibile e probabile. Tempo e spazio non esistono; su una base minima di realtà, l’immaginazione disegna motivi nuovi: un misto di ricordi, esperienze, invenzioni, assurdità e improvvisazioni."
Inoltre, secondo Strindberg, "I personaggi si scindono, si raddoppiano, si sdoppiano, svaniscono, prendono coscienza, si sciolgono e si ricompongono. Una coscienza, tuttavia, sovrasta tutto, quella del sognatore: per essa non ci sono segreti, incongruenze, scrupoli, leggi. Egli non condanna, non assolve; riferisce: e poiché il sogno, il più delle volte, è doloroso e solo di rado lieto, una nota di malinconia e pietà verso quanto è vivente attraversa il vacillante racconto. Il sonno, questo liberatore, diventa spesso doloroso, ma quando il tormento arriva all’estremo, ecco il risveglio a conciliare il sofferente con la realtà. E la realtà, per penosa che sia, in quel momento costituisce pur sempre un sollievo, rispetto al sogno tormentoso".
Strindberg trascrive un sogno, con tutti i deliri che un sogno può comportare. Saltano i nessi logici, il lettore è sballottato da uno scenario all’altro in un centinaio di splendide e autentiche pagine; i personaggi che si susseguono senza sosta e discorrono della condizione degli uomini in un’atmosfera rarefatta, quella propria di un sogno, confuso ma affascinante.
In effetti anche il lettore di oggi rimane stupefatto davanti alla naturalezza con cui Strindberg scavalca tutte le convenzioni del tempo per addentrarsi in una nuova regione, in una nuova forma che si potrebbe definire "teatro psichico" che avrebbe dato origine a messe in scena ormai leggendarie, come quelle di Max Reinhardt (1921) e di Antonin Artaud (1928).